# Нормандское иго
«Нормандское иго» (англ. The Norman yoke) — одно из названий периода истории Англии в течение нескольких веков после нормандского завоевания 1066 г., используемое апологетами англо-саксонской Британии. Теория «нормандского ига» как радикального уничтожения древнего «свободного» англо-саксонского общества иноземными завоевателями возникла в XVIII веке под влиянием конституционных реформ Славной революции и установления в Великобритании парламентской монархии, что рассматривалось многими современниками как возврат к традиционным англо-саксонским народным свободам.
В настоящее время большинство историков оценивают роль нормандского завоевания более комплексно, установив его прогрессивную роль в модернизации и ускорении экономического и социально-политического развития страны, упорядочении общественных отношений и институтов и формировании сильной королевской власти. Пересмотрению также подверглось представление о репрессивном характере нормандской власти в отношении англо-саксов: признавая полное отстранение англо-саксонской элиты от власти и расправы над ней в первые годы после нормандского завоевания, отмечается преемственность многих англо-саксонских институтов в нормандской Англии (особенно в области права, судебной системы и некоторых высших органов управления) и достаточно быстрое взаимопроникновение англо-саксонской и нормандской феодальной культур приведшее к зарождению собственно английской культуры. В частности, установлено, что такие элементы «нормандского ига» как закрепощение крестьян, введение налогообложения земельной собственности и формирование системы графств не были абсолютно новыми для населения Англии: аналогичные институты существовали и в англо-саксонский период. Наиболее разрушительно нормандское завоевание сказалось лишь на англо-саксонской знати, полностью лишившейся власти, а зачастую и имущества и жизни. Однако уже для XII века существуют сведения о значительной доле браков между саксонцами и нормандцами и вовлечению англо-саксонской верхушки в общественно-политическую систему нормандской Англии. В связи с этим термин «нормандское иго» в современной литературе иногда  используется для обозначения периода непосредственно после завоевания, языковых изменений и появления налогов для свободных крестьян.

## Отрицательные последствия нормандского завоевания
После нормандского завоевания как светская, так и церковная власть оказалась полностью в руках нормандцев. Все попытки сопротивления, мелкие местные восстания против нормандской власти подавлялись очень решительно и жестоко. Англосаксонская военная знать частью погибла в боях или была казнена, частью бежала во Францию; оставшиеся были вынуждены подчиниться короне. Процессы закрепощения сельского населения с введением феодализма ускорились. Разорённые земли ещё долго не заселялись.
Земли англосаксонской знати, которая отказывалась признать нормандского герцога Вильгельма Завоевателя законным королём, были отняты и перераспределены между нормандскими рыцарями и баронами. На территории с датским правом вспыхнули два восстания в 1069 и в 1071 годах, в которых принимали участие не только англосаксонская знать, но и крестьяне. Оба восстания были жестоко подавлены королём. Цветущая долина Йоркского графства подверглась безжалостному разорению. Графство Дарем в значительной степени обезлюдело, так как из сожжённых деревень убежали оставшиеся в живых жители. Эти земли долго ещё не были заселены. Мелкие англосаксонские землевладельцы, сохранившие свои владения, должны были подчиняться нормандским завоевателям, ставших баронами.
Особенно сильно нормандское влияние было в церковных кругах. Все освобождающиеся места предоставлялись не англосаксам, а иностранцам, прежде всего выходцам из Франции. Уже в 1087 году Святой Вульфстан Вустерский остался единственным епископом англосаксонского происхождения. В начале XIII века, в результате появления нищенствующих монашеских братств, состоящих почти полностью из иностранцев, влияние в церковных кругах чужестранцев ещё более усилилось. Было открыто множество школ, в которых в отличие от континента, где обучение велось на латинском языке, обучение велось по-французски. Так, Роберт Глостерский так говорит в своей «Хронике» (конец XIII века):

Так Англия подпала под власть Нормандии. И норманны не умели тогда говорить ни на каком языке, кроме своего собственного, и говорили по-французски, как у себя на родине, и так же учили своих детей. Так что знатные люди нашей страны, которые произошли от них, придерживаются того же языка, который они привезли со своей родины. Ибо, если человек не знает по-французски, люди о нем низкого мнения, но люди низшего знания ещё держатся за английский язык и за собственную речь. Я думаю, нет на всем свете таких стран, которые не придерживаются своего собственного языка, кроме одной Англии.

Французский язык (точнее — англо-нормандский диалект) стал кроме того нести функцию государственного языка. На нём велось судопроизводство и говорили в парламенте. И только в 1362 году по петиции города Лондона парламент Англии постановил, чтобы судебные дела разбирались на английском языке. В повседневной жизни падение значения англо-нормандского языка и его вытеснение новым относится к XIII веку,  хотя в среднеанглийском языке  по некоторым оценкам было утрачено около 80% древнеанглийского словарного запаса.